# Yvonne Teiffel
Britt-Marie Yvonne Teiffel, född 16 maj 1948 i Jönköping, är en svensk journalist och författare. 
Hon anställdes vid Jönköpings-Posten hösten 1967, där hon till stor del varit inriktad på kultur, bland annat som kulturredaktör. 2012 erhöll hon Publicistklubbens östra krets Guldpenna. Hon har även medverkat med ett antal artiklar i Gudmundsgillets årsbocker. Hon är styrelseledamot i Smålands författarsällskap.
Yvonne Teiffel är gift med förre företagsledaren Bo Eklund (född 1943).